# Chaux-des-Prés
Chaux-des-Prés is een plaats en voormalige gemeente in het Franse departement Jura in de regio Bourgogne-Franche-Comté en telt 168 inwoners (1999). De plaats maakt deel uit van het arrondissement Saint-Claude.

## Geschiedenis
Chaux-des-Prés is op 1 januari 2016 gefuseerd met de gemeente Prénovel tot de gemeente Nanchez. 

## Geografie
De oppervlakte van Chaux-des-Prés bedraagt 7,7 km², de bevolkingsdichtheid is 21,8 inwoners per km².
De onderstaande kaart toont de ligging van Chaux-des-Prés met de belangrijkste infrastructuur en aangrenzende gemeenten.

## Demografie
Onderstaande figuur toont het verloop van het inwonertal.
Chaux-des-Prés · Les Piards · Prénovel · Villard-sur-Bienne